# 星空服務航空
星空服务航空（Star Air Service，后期改名为“星空航空 - Star Air Lines”和“阿拉斯加航空 - Alaska Star Airlines”）是一家阿拉斯加在1932年到1944年的營運的航空公司。三个飞行员在得到阿拉斯加当地一个富有的矿主资助后在西雅圖开办了一所飞行驾校和非定期航班，并于1932年3月用汽船将一架开放式驾驶舱双翼机（open-cockpit biplane）运送至阿拉斯加。星空服务航空在1932年4月成立于安克雷奇，注册资本为4000美金。开始时该公司在训练飞行员上小有成就，不过在一次意外坠机事件中，他们的飞机完全被毁坏。幸运的是，他们的赞助者帮助他们重新购买了一架更大的封闭式客舱飞机，使得冬季运营成为可能。